# Circuito Sudamericano de Seven 2014-15
El Circuito Sudamericano de Seven del 2014-15 fue la segunda serie de torneos de selecciones de rugby 7 tanto en la modalidad masculina como en la femenina organizada por la Confederación Sudamericana de Rugby (CONSUR).
En femenino, aunque no formó parte del Circuito, la CONSUR lista al Torneo Valentín Martínez organizado por el Carrasco Polo Club de Uruguay como uno de los 3 torneos veraniegos en que participaron selecciones femeninas de rugby 7.

## Itinerario
| Itinerario de la temporada 2014-15 | Itinerario de la temporada 2014-15 | Itinerario de la temporada 2014-15          | Itinerario de la temporada 2014-15 | Itinerario de la temporada 2014-15 |
| Seven                              | Año                                | Sede                                        | Fecha                              | Ganador                            |
| ---------------------------------- | ---------------------------------- | ------------------------------------------- | ---------------------------------- | ---------------------------------- |
| Súper Seven de Corrientes          | 2014                               | Taraguy Rugby Club, Corrientes              | 22 y 23 de noviembre de 2014       | Chile                              |
| Seven de Mar del Plata             | 2015                               | predio Salvador Tatore Vuoso, Mar del Plata | 10 y 11 de enero de 2015           | Chile                              |
| Seven de Viña del Mar              | 2015                               | The Mackay School, Viña del Mar             | 17 de enero de 2015                | Argentina                          |

## Posiciones
Ubicación de las selecciones en cada torneo.
| Selección | Corrientes | Mar del Plata | Viña del Mar |
| --------- | ---------- | ------------- | ------------ |
| Argentina | 2º         | no jugó       | no jugó      |
| Brasil    | no jugó    | 2º            | 2º           |
| Chile     | 1º         | 1º            | 3º           |
| Colombia  | no jugó    | 3º            | no jugó      |
| Paraguay  | 4º         | 4º            | no jugó      |
| Perú      | no jugó    | 5º            | 4º           |
| Uruguay   | 3º         | no jugó       | 1º           |